# قصر آيت خردي
قصر آيت خردي هو قصرٌ (قريةٌ محصنة) في المغرب، يقعُ في منطقة تاكونيت. بني هذا القصر بتقنية التربة المدكوكة، حيثُ استعمل فيه الطين. تبلغ مساحته 0.27 هكتار.